# Alan Mahon
Alan Joseph Mahon (Dublino, 4 aprile 1978) è un ex calciatore irlandese, di ruolo centrocampista.

## Palmarès

### Club

#### Competizioni nazionali
- Coppa di Lega inglese: 1

Blackburn: 2001-2002